# 石田忠
石田 忠（いしだ ただし、1916年2月3日 - 2011年1月25日）は、日本の社会学者。一橋大学名誉教授。専門は社会調査。長崎被爆者調査を組織し、日本原水爆被害者団体協議会専門委員等を務めた。

## 人物・経歴
島根県邑智郡吾郷村（現美郷町）大字奥山出身。旧制東京商科大学（現一橋大学）で山中篤太郎に師事。
1965年に厚生省による第1回原子爆弾被爆者実態調査に、隅谷三喜男や中鉢正美とともに参加。その後厚生省調査を批判し、独自に一橋大学に社会調査室を組織。伊東壮（元山梨大学学長）や、門下の濱谷正晴とともに長崎県の被爆者調査に従事。被爆者に生き残ったことに対する罪意識が存在することなどを明らかにした。
日本原水爆被害者団体協議会専門委員等を歴任し、日本被団協調査の企画分析を担当。また、原爆被爆者対策基本問題懇談会批判なども行った。2007年からは一橋大学大学院社会学研究科平和と和解の研究センターと連携し、原爆体験調査資料データベース＆アーカイブ 「原爆と人間」構築プロジェクトにも取り組んだ。2008年には同センターの平和と和解に関する研究情報のアーカイブ化プロジェクトが、米EMCコーポレーションより世界情報遺産保護プロジェクト賞を受賞。
門下に石田ゼミを継承した濱谷正晴（一橋大学名誉教授）。他に石田ゼミ出身者として廣澤昌（コピーライター）などがいる。

## 著書
- 『反原爆 : 長崎被爆者の生活史』（編）未来社 1973
- 『反原爆 : 長崎被爆者の生活史 続』（編）未来社 1974
- 『原爆体験の思想化 : 反原爆論集1 』未来社 1986
- 『原爆被害者援護法 : 反原爆論集Ⅱ』未来社 1986
- 『被爆者の死と生』（中谷敏太郎と共著）日本被団協原爆被爆者中央相談所 1988
- 『論文集』沓石会（石田ゼミ） 2004
- 『統計集<原爆体験の思想化>について : 2004.5.23社会調査室における講義録』沓石会（石田ゼミ） 2004